# Bill Andrews
William Andrews, conosciuto meglio come Bill Andrews (1967), è un batterista statunitense, meglio conosciuto per essere stato uno dei fondatori del gruppo death metal Massacre e per aver suonato sui due album dei Death Leprosy e Spiritual Healing.